# Мадарипур
Мадарипур (бенг. মাদারীপুর) — город и муниципалитет на юге Бангладеш, административный центр одноимённого округа и подокруга Мадарипур-Садар. Площадь города равна 34,81 км². По данным переписи 2001 года, в городе проживало 54 867 человек, из которых мужчины составляли 50,69 %, женщины — соответственно 49,31 %. Плотность населения равнялась 1576 чел. на 1 км². Уровень грамотности взрослого населения составлял 66,1 % (при среднем по Бангладеш показателе 43,1 %).